# Dominant de color

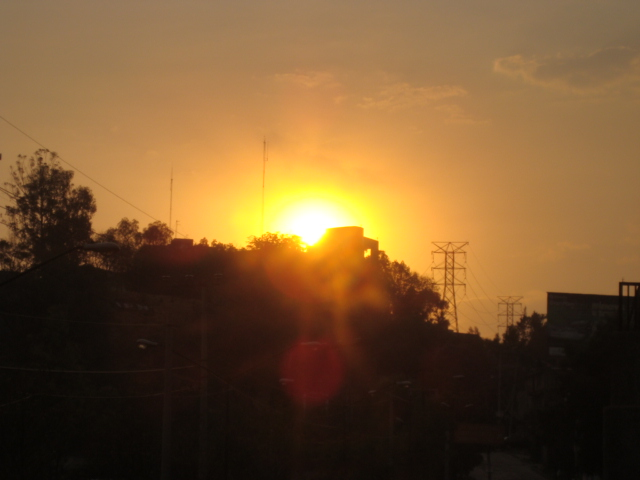
Fotografia amb dominants naturals grogues i taronges

La dominant de color és un tret visual que té tendència a aparèixer en el món de la fotografia. Diem que existeix una dominant de color, quan hi ha una presència generalitzada d'un matís de color en una imatge, sobretot en tonalitats neutres o zones on aquest matisos no haurien d'aparèixer.
En general, l'ull humà no nota el color antinatural, ja que els nostres ulls i cervell ajusten i compenses per diferents tipus de llum d'una manera en que les càmeres no poden.
En alguns casos, aquest és un efecte buscat amb finalitats creatives, però en altres casos (i més freqüentment) és un defecte de la imatge. En aquests casos, podem realitzar un procés de restaurat mitjançant el calibratge de la càmera o fent ús d'eines o instruments que ens ajudin a corregir la il·luminació de l'escenari. Cal destacar que els colors primaris són els més dominants seguits pels secundaris i els terciaris.

## Factors que creen colors dominants

### Ús del color
Si en una composició la major part d'aquesta és d'un color en concret, podem denominar-lo com a dominant respecte a la resta. Per exemple si realitzem una fotografia on només surt un camp d'herba verda i una vaca al mig, el color verd inevitablement serà dominant

### Colors saturats
Els colors saturats destaquen sobre tota la resta de colors. En una roda de colors són els que estan més allunyats del blanc i el negre.

### Contrast
Combinar colors que contrasten entre ells mateixos també incrementarà el nivell de dominància de color. Aquesta norma també pot complir-se inversament i un color pot semblar menys dominant en combinar-se amb altres colors.

### Percepció del color
La manera com veiem el color també impacta amb la dominància d'aquest. Els colors amb major intensitat (encara que siguin utilitzats molt reduïdament) també poden ser dominants.

### Balanç de blancs
El fet d'utilitzar un balanç de blancs no neutre, també pot fer que domini un color respecte la resta.

### Fotografia analògica
En el cas de la fotografia analògica, les dominants de color poden ser causades per problemes en el revelat. Una temporització incorrecta o bé un desequilibri en les barreges químiques poden causar aquest fenomen.

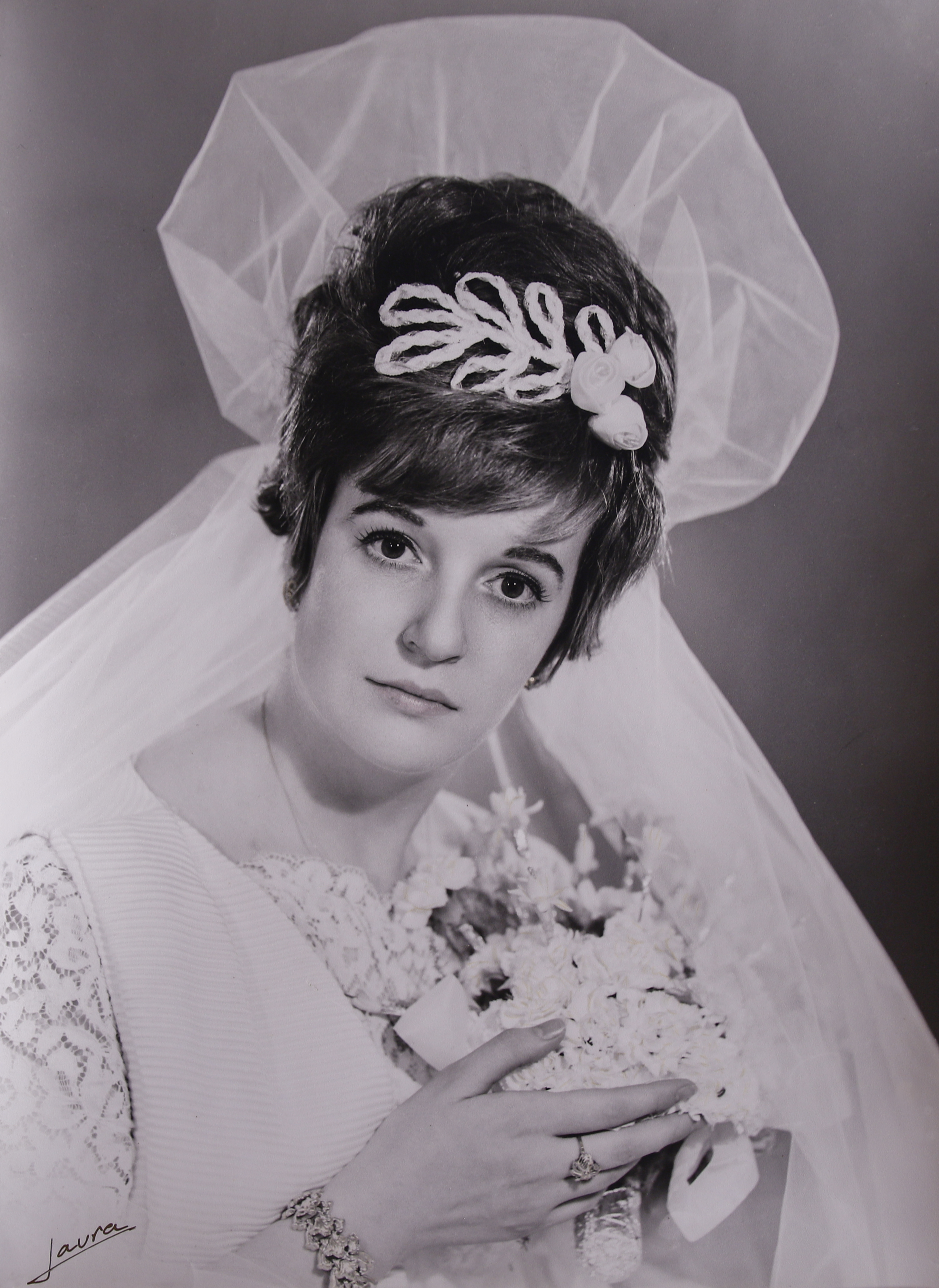
Dominant de color
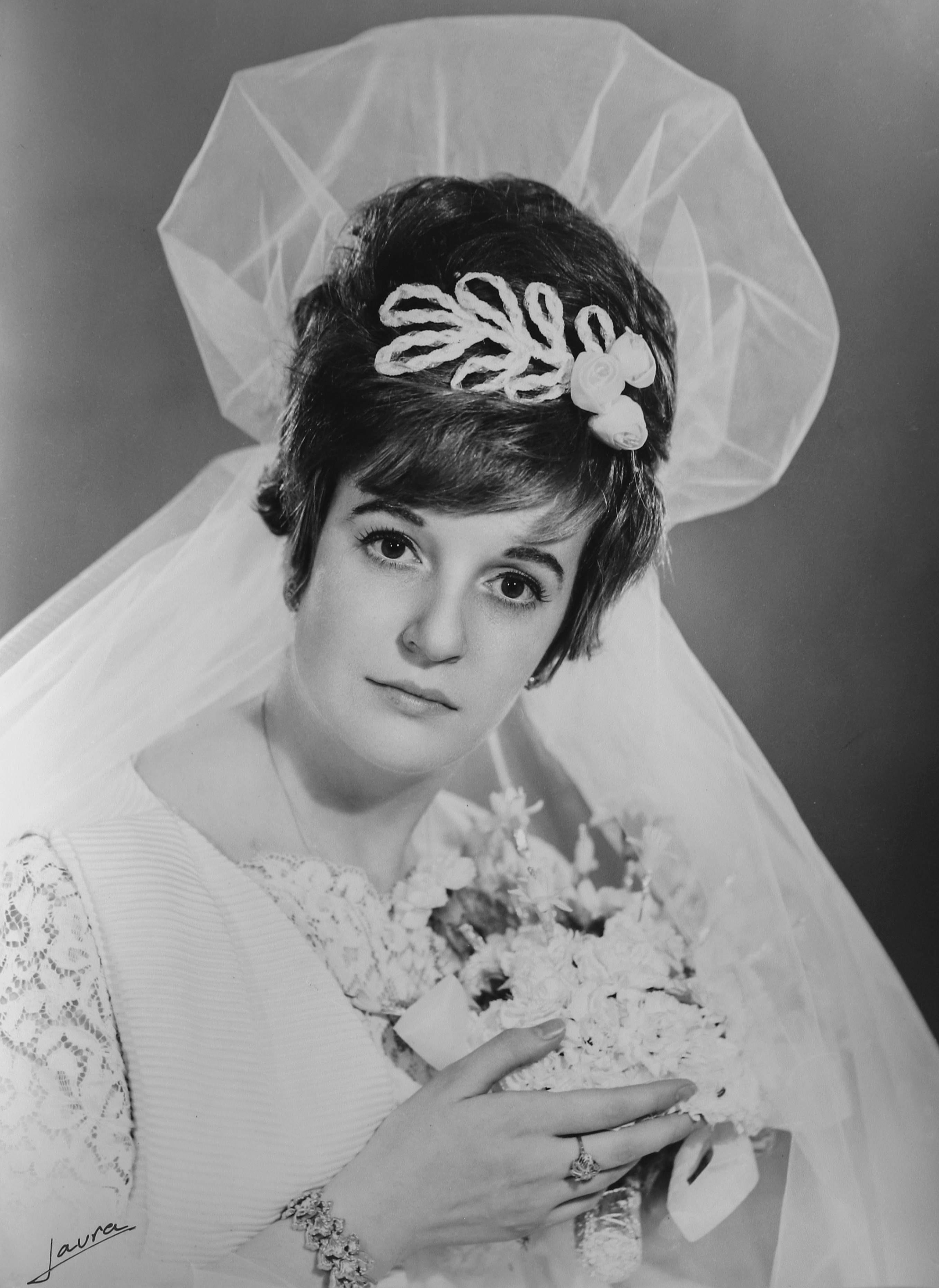

## Dominància natural del color
Hi ha situacions on la dominància del color és una característica natural com podria ser una posta de sol, on predominen els vermells naturals i tot és fruit de la il·luminació del moment quan realitzem la fotografia. Les dominants naturals tendeixen a ser de colors diferents segons el moment del dia o condicions climàtiques.
Les dominants blaves es produeixen en fotografies realitzades amb núvols, a l'ombra, en paisatges nevats, a l'alta muntanya o bé al mar. Les dominants taronges o grogues es produeixen a l'alba o a la posta de sol.

## Solucions
La majoria de càmeres digitals intenten detectar i compensar automàticament dominants de color i normalment ofereixen una selecció manual de balanç de blancs. Per altra banda, programes d'edició com Photoshop disposen d'eines de correcció. En el cas de la fotografia analògica, per la pel·lícula fotogràfica disposem de filtres de color (blau i taronja) per contrarestar la dominant de color. Els filtres taronges són utilitzats per reduir tonalitats blaves causades per la llum del dia. Els filtres blaus redueixen la tonalitat taronja causada per la llum incandescent.
Existeix una gran varietat de filtres amb diversos graus d'intensitat. Els filtres taronges de Kodak, per exemple, van des del grog més pàl·lid (81C) fins al taronja més profund (85B). Un fotògraf escull quin filtre ha d'utilitzar basant-se en la qualitat de la llum ambiental. Els mesuradors de temperatura llegeixen la temperatura de color d'unes condicions de llum concretes i ajuden a escollir el filtre adequat. Unes condicions on hi ha un cel ennuvolat, per exemple, és necessari posar un filtre taronja més pàl·lid que en el cas d'un cel sense núvols. Una solució alternativa als filtres pot ser el flaix, el qual proporciona prou llum neutral per neutralitzar la dominant de color.
En el cas de la pel·lícula fotogràfica, si totes les fotografies presenten la mateixa dominant de color és normalment un indicatiu d'un revelat fotogràfic incorrecte. Si la pel·lícula fotogràfica no conté dominant de color, pot ser reutilitzada per crear un altre joc de fotografies en condicions químiques apropiades. Per contra, si la pel·lícula conté una dominant de color, pot ser convenint l'ús de filtres durant el processat per tal de corregir-la.